# Grafema
Grafema é a unidade fundamental ou mínima de um sistema de escrita, podendo representar um fonema nas escritas alfabéticas, uma sílaba nas escritas silábicas ou em abjads, ou ainda uma ideia numa escrita ideográfica ou logográfica.
O grafema é a unidade formal mínima da escrita. Mínimo porque não pode ser desmembrado em dois ou mais sinais que também possam ser tratados como grafema. Formal porque é abstrato, não pode ser visto. O que vemos são as atualizações, indeterminadas em número, do grafema
logográfico.

## Unicode
Grafema: (1) Uma unidade mínima distintiva no contexto de um sistema de escrita. Por exemplo, ‹p› e ‹d› são grafemas distintos no sistema de escrita português porque existem palavras distintas como todo e topo. Outros exemplos: <c>, <ç> e <ss>, que significam coisas diferentes em caca, caça e cassa; forma e fôrma. O contrário também é verdadeiro: formas em itálico e em negrito de uma letra A não são grafemas distintivos porque nenhuma palavra é distinta pela alternância dessas duas formas. Formas em maiúsculas podem ser distintivas: a Bíblia e a bíblia dos tradutores; o Diabo (ser individual) e alguns diabos (categorias de seres); (2) O que um usuário de computador freqüentemente entende por caractere.
Grupo de Grafemas: Um elemento particular de um texto definido no anexo Unicode Standard Annex #29, “Text Boundaries”, que consiste em um dos seguintes casos: um carácter atômico, uma sequência de caracteres combináveis a um carácter básico somados a uma ou mais marcas que não sejam de espaço (nonspacing) ou marcas de contexto (enclosing), ou uma sequência de jamos do Hangul que sejam equivalentes a uma sílaba do Hangul.
Segundo Joaquim Mattoso Câmara Júnior, existem alguns tipos de Grafemas, dentre os quais, os Grafemas Diacríticos.
Observe os grafemas a seguir:
A   À   Á   Â   Ã
Todos são formados por uma mesma base gráfica (A) e diferem pela presença ou não de um sinal distintivo colocado na parte superior do grafema. Em português, usamos essa série para representar as vogais baixas do nosso idioma. É comum em vários sistemas de escrita, inclusive o nosso, a utilização de uma mesma base gráfica para representar um conjunto de itens linguísticos semelhantes. A distinção de cada item é feita pelo acréscimo de um sinal complementar à base. Esses sinais distintivos chamamos diacríticos.
Em português, temos seis diacríticos:
acento agudo
acento circunflexo
acento grave
cedilha
til
trema (o trema foi abolido da Língua Portuguesa no novo acordo ortográfico entre os países lusófonos em 2010)